# هارویل (میزوری)
هارویل (به انگلیسی: Harviell) یک منطقهٔ مسکونی در ایالات متحده آمریکا است که در شهرستان باتلر، میزوری واقع شده‌است. هارویل ۴٫۶۰ کیلومتر مربع مساحت و ۱۰۶ نفر جمعیت دارد و ۹۶٫۹۳ متر بالاتر از سطح دریا واقع شده‌است.